# 안녕히 가세요

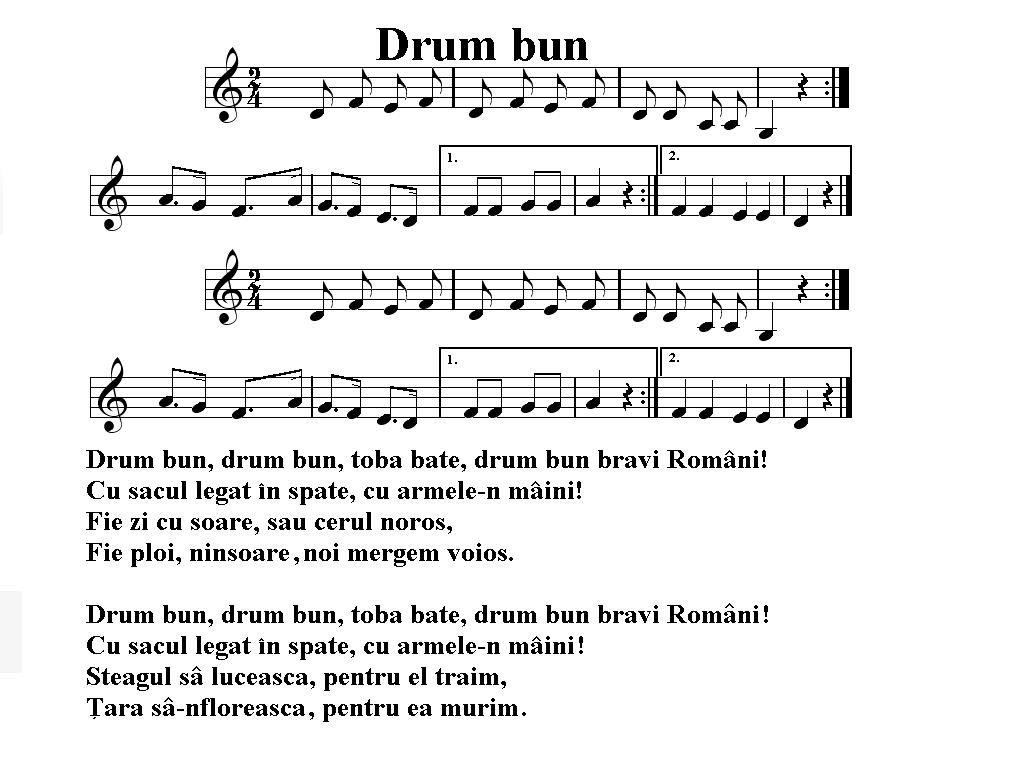

《안녕히 가세요(루마니아어: Drum bun 드룸 분[*]》는 루마니아의 대표적인 군가로서 슈테판 노시에비치가 작곡하였고 바실레 알렉산드리가 작사하였다. 루마니아 독립 전쟁, 제1차 세계 대전과 제2차 세계 대전 때 애창 군가였을 정도로 역사가 깊은 곡이다.